# If (альбом If)
| Оценки критиков | Оценки критиков |
| Источник        | Оценка          |
| --------------- | --------------- |
| Allmusic        | [ 1 ]           |

If (с англ. — «Если»), часто называемый If 1 — дебютный студийный альбом английской джаз-рок-группы «If». Он был выпущен в октябре 1970 года на лейбле Island Records в Великобритании.

## Об альбоме
В США альбом вышел на Capitol Records. Оригинальное оформление и логотип «If», получивший награду за дизайн, были созданы в CCS Advertising Associates.
Альбом был переиздан на компакт-диске сначала в 1995 году малоизвестным лейблом OSA, затем в 1997 году на Island Records и, наконец, в 2006 году на Repertoire Records с двумя бонус-треками и комментариями британского музыкального критика Криса Уэлша.

## Список композиций

### Сторона 1
| №  | Название                              | Автор(ы)        | Длительность |
| -- | ------------------------------------- | --------------- | ------------ |
| 1. | «I'm Reaching Out on All Sides»       | Quincy, Fishman | 5:14         |
| 2. | «What Did I Say About the Box, Jack?» | Дик Моррисси    | 8:20         |
| 3. | «What Can a Friend Say?»              | Дейв Куинси     | 6:28         |

### Сторона 2
| №                   | Название                                               | Автор(ы)            | Длительность |
| ------------------- | ------------------------------------------------------ | ------------------- | ------------ |
| 1.                  | «Woman Can You See (What This Big Thing Is All About)» | Дж. В. Ходкинсон    | 4:01         |
| 2.                  | «Raise the Level of Your Conscious Mind»               | Fishman, Marsala    | 3:11         |
| 3.                  | «Dockland»                                             | Дэрил Рансвик       | 5:21         |
| 4.                  | «The Promised Land»                                    | Dave Quincy         | 4:31         |
| Общая длительность: | Общая длительность:                                    | Общая длительность: | 37:06        |

## Участники записи
If
- Дж. В. Ходкинсон[англ.] — вокал, перкуссия
- Дик Моррисси[англ.] — тенор- и сопрано-саксофоны, флейта
- Дейв Куинси[англ.] — тенор- и альт-саксофоны, флейта
- Терри Смит[англ.] — гитара
- Джон Милинг[англ.] — орган, бэк-вокал, фортепиано
- Джим Ричардсон[англ.] — бас-гитара
- Деннис Эллиотт — ударные

Звуковой состав
- Фрэнк Оуэн — звук